# Kioxia
Kioxia Holdings Corporation, conocida simplemente como Kioxia y estilizada como KIOXIA, es una multinacional japonesa fabricante de  memorias para computadoras con sede en Tokio, Japón. La empresa se escindió del conglomerado Toshiba como Toshiba Memory Corporation (東芝メモリ株式会社 Tōshiba Memori Kabushikigaisha?)  en junio de 2018. Se convirtió en una empresa subsidiaria de propiedad total de Toshiba Memory Holdings Corporation el 1 de marzo de 2019 y pasó a llamarse Kioxia en octubre de 2019. A principios de la década de 1980, cuando todavía formaba parte de Toshiba, a la empresa se le atribuyó la invención de la memoria flash. En el segundo trimestre de 2021, se estimaba que la empresa tenía el 18,3% de la participación en los ingresos globales de las unidades de estado sólido flash NAND. La empresa es la empresa matriz de Kioxia Corporation.

## Nombre
Kioxia es una combinación de la palabra japonesa kioku que significa memoria y la palabra griega axia que significa valor.

## Historia
En 1980, Fujio Masuoka, ingeniero del predecesor de Kioxia, Toshiba, inventó la memoria flash, y en 1984, Masuoka y sus colegas presentaron su invención de la memoria flash NOR.
En enero de 2014, Toshiba Corporation completó la adquisición de OCZ Storage Solutions, renombrándola OCZ y convirtiéndola en una marca de Toshiba.
El 1 de junio de 2018, debido a las grandes pérdidas sufridas por la quiebra de Westinghouse. filial de la antigua empresa matriz Toshiba sobre la construcción de la planta de energía nuclear en la planta de generación eléctrica de Vogtle en 2016, Toshiba Memory Corporation se escindió de Toshiba Corporation. Toshiba mantuvo una participación del 40,2% en la nueva empresa. La nueva empresa estaba formada por todos los negocios de memorias de Toshiba. Toshiba Memory Corporation se convirtió en una subsidiaria de la recién formada Toshiba Memory Holdings Corporation el 1 de marzo de 2019.
En junio de 2019, Toshiba Memory Holdings Corporation experimentó un corte de energía en una de sus fábricas en Yokkaichi, Japón, lo que provocó la pérdida de al menos 6 exabytes de memoria flash, y algunas fuentes estiman que la pérdida puede llegar a 15 exabytes. Western Digital utilizó (y todavía utiliza) las instalaciones de Kioxia para fabricar sus propios chips de memoria flash.
El 30 de agosto de 2019, la compañía anunció que firmó un acuerdo definitivo para adquirir el negocio SSD del fabricante taiwanés de productos electrónicos Lite-On por US$165 million. La adquisición se cerró el 1 de julio de 2020.
El 18 de julio de 2019, Toshiba Memory Holdings Corporation anunció que cambiaría su nombre a Kioxia el 1 de octubre de 2019, incluidas todas las empresas de memorias de Toshiba. El 1 de octubre de 2019, Toshiba Memory Holdings Corporation pasó a llamarse Kioxia Holdings Corporation y Toshiba Memory Corporation pasó a llamarse Kioxia Corporation. Este cambio de nombre también incluyó empresas asociadas con la marca de unidades de estado sólido OCZ de Toshiba.
En febrero de 2022, Kioxia y Western Digital informaron que los problemas de contaminación habían afectado la producción de sus fábricas de producción conjunta de memorias flash, y WD admitió que al menos 6,5 exabytes de producción de memoria estaban afectados. Las fábricas de Kiakami y Yokkaichi en Japón dejaron de producir debido a la contaminación.

## Gobierno corporativo
Al 14 de abril de 2024, la propiedad de Kioxia es la siguiente:
- Bain Capital Capital Privado (56,24%)
- Toshiba (40,64%)
- Corporación Hoya (3,13%)

## Subsidiarias
Kioxia Holdings Corporation es la sociedad holding de Kioxia Corporation. Kioxia Corporation es la empresa matriz de varias empresas, incluidas Kioxia Systems Company, Kioxia Advanced Package Corporation, Kioxia America y Kioxia Europe.